# Southern belle

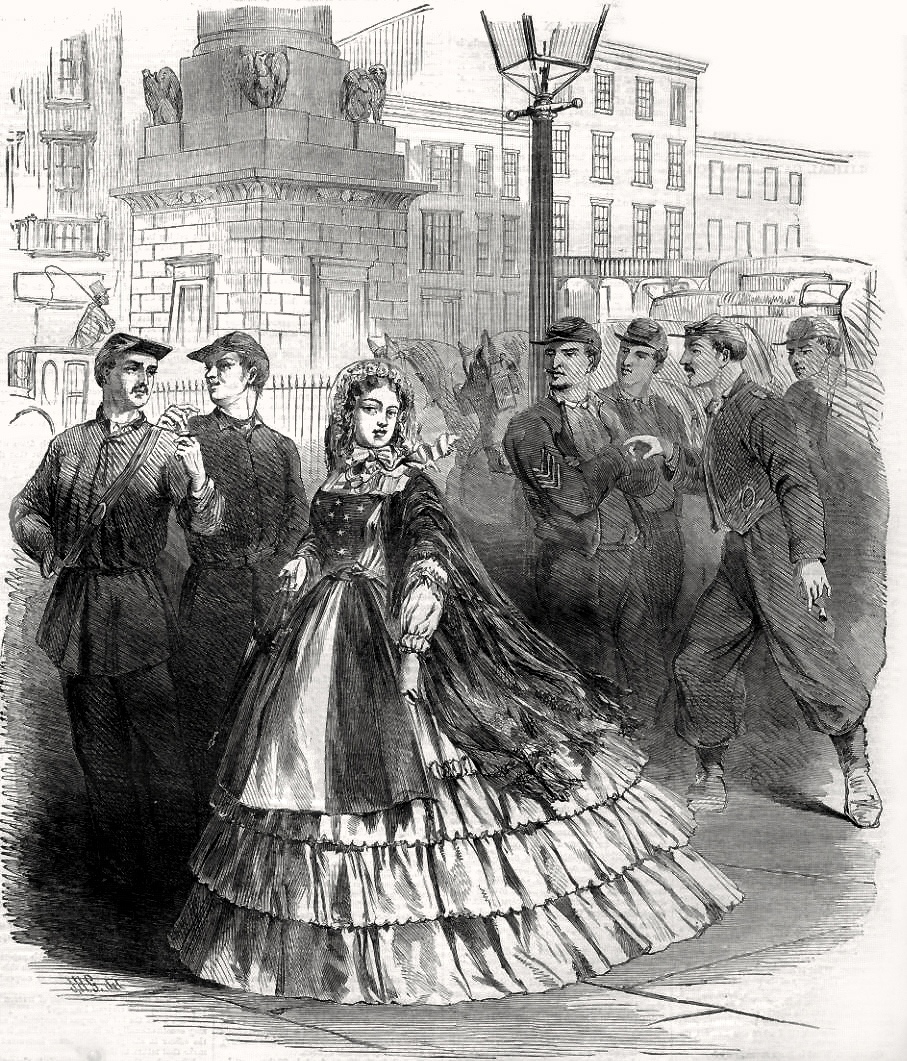
Ilustração da capa de Harper's Weekly, 7 de setembro de 1861, que mostra uma Southern belle.

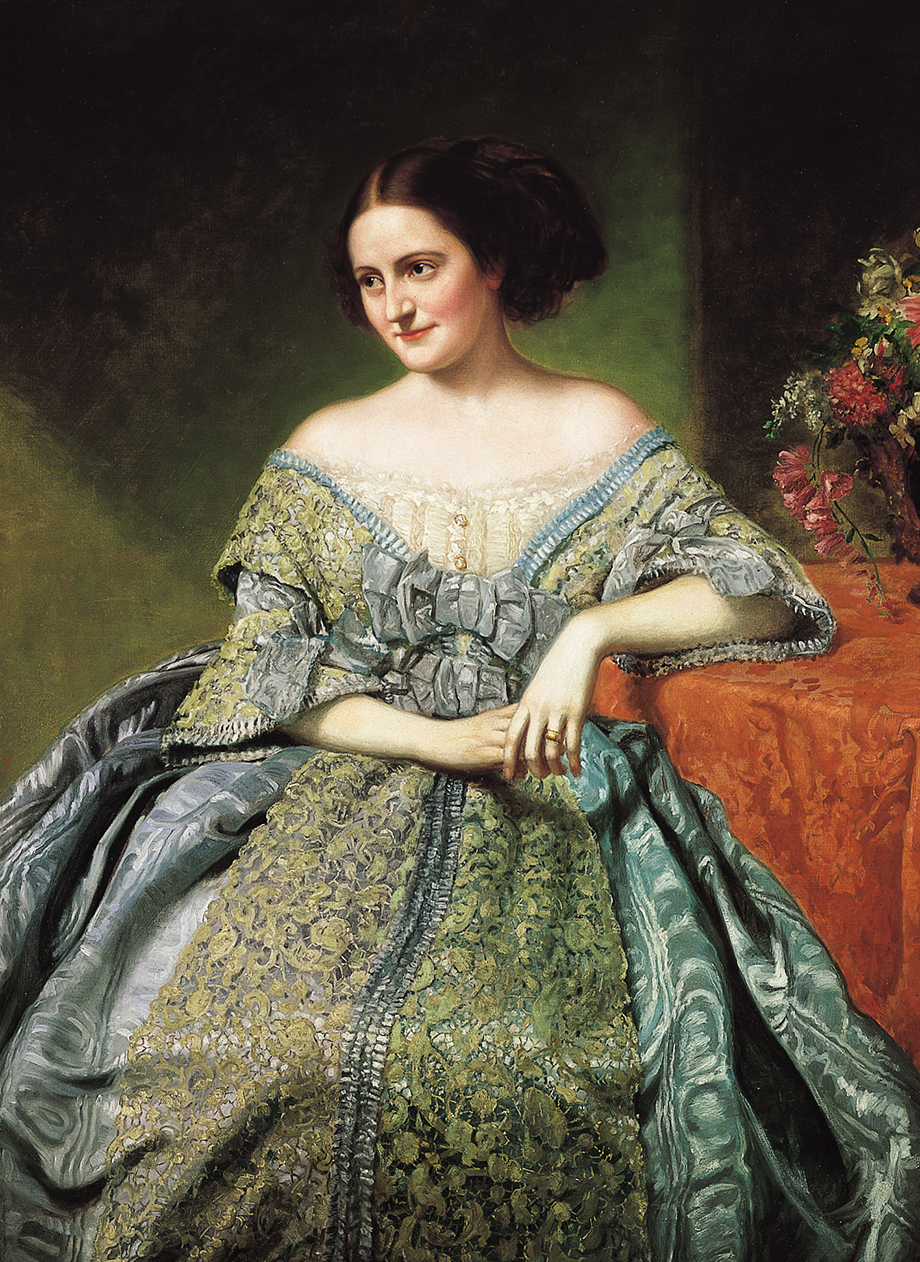
Sallie Ward, uma Southern belle

Uma Southern belle (do inglês Southern, «sulista», e do francês belle, «bela»), ou beleza sulista em português, é um coloquialismo que define uma jovem branca educada e decente da classe média alta do sul dos Estados Unidos.

## Origem
A imagem da Southern belle desenvolveu-se no sul dos Estados Unidos no século XIX, durante a era anterior à guerra de Secessão (Antebellum). Baseou-se na mulher jovem, solteira e de classe média alta ou alta dentro da sociedade no sul dos Estados Unidos.

## Características
A imagem de uma Southern belle com frequência caracteriza-se por elementos de moda como uma saia de aro, um espartilho, pantalettes, um chapéu de palha de aba larga e luvas. Como os sinais de bronzeado eram considerados de classe trabalhadora e fora de moda durante esta época, também se costumam representar com  sombrinhas e leques.
Esperava-se que as Southern belles se casassem com jovens respeitáveis e se convertessem em damas da sociedade dedicadas à família e a comunidade. O arquétipo das Southern belles caracteriza-se pela hospitalidade sulista, o cultivo da beleza e uma conduta coquete mas casta.
Por exemplo, Sallie Ward, que nasceu na classe de plantadores de Kentucky do Antebellum South, foi chamada de Southern belle.

## Na cultura popular
- No princípio do século XX, o lançamento do romance E o vento levou e sua adaptação cinematográfica popularizaram a imagem da southern belle, particularmente nas personagens de Scarlett O'Hara e Melanie Wilkes.
- As southern belles também têm aparecido em O Nascimento de uma Nação, Um Bonde chamado Desejo, O zoo de cristal, Jezabel, A loba, A princesa e o sapo, Tomates verdes fritos, Corrida Maluca, Flores de aço, Sweet Home Alabama e Hart of Dixie.
- Dick Pope Sr., promotor do turismo de Flórida, teve um papel importante na popularização da imagem arquetípica.[4] As hospedeiras de seu famoso Cypress Gardens foram retratadas como southern belle nos materiais promocionais do parque temático.[5]
- Daisy Duke é a  prima sulista de Luke e Bo Duke no programa The Dukes of Hazzard.
- Blanche Devereaux é uma beleza sulista empregada num museu de arte na série The Golden Girls.
- Peggy Hill é a autoproclamada beleza sulista da série animada King of the Hill, com sede em Texas.
- A membro de X-Men, Rogue (também conhecida como Anna Marie) é a autodenominada southern belle da equipe e provém do fictício condado de Caldecott, Mississipi.
- Em Mighty Magiswords, Penny Plasm é uma southern belle.
- Na série animada Sonic the Hedgehog e suas adaptações de bandas desenhadas, Bunnie Rabbot, uma coelha ciborgue é uma southern belle.
- Cindy Bear é uma ursa grizzly southern belle da série animada de Hanna-Barbera The Yogi Bear Show.
- Myrtle Urkel é uma rica prima sulista de Steve Urkel de Family Matters.